# 2041 Lancelot
2041 Lancelot este un asteroid din centura principală, descoperit pe 24 septembrie 1960 de PLS.